# Sørdomen
De Sørdomen of Sørfonna is een ijskoepel op het eiland Nordaustlandet, dat deel uitmaakt van de Noorse eilandengroep Spitsbergen. De ijskap ligt op het zuidelijke deel van het eiland. 
De ijskoepel wordt soms als zelfstandige ijskap gezien, maar meestal als onderdeel van de ijskap Austfonna, een ijskap met ongeveer een dubbel zo groot oppervlak. Sørfonna wordt van Austfonna gescheiden door een lange met ijs gevulde depressie. Ze vormt een afgescheiden kamvormige koepel.
Andere ijskappen op het eiland zijn onder andere naar het noordwesten de ijskap Vestfonna en naar het zuidwesten de ijskap Vegafonna.
Vanuit de ijskoepel gaat in zuidwaartse richting de gletsjer Bråsvellbreen.

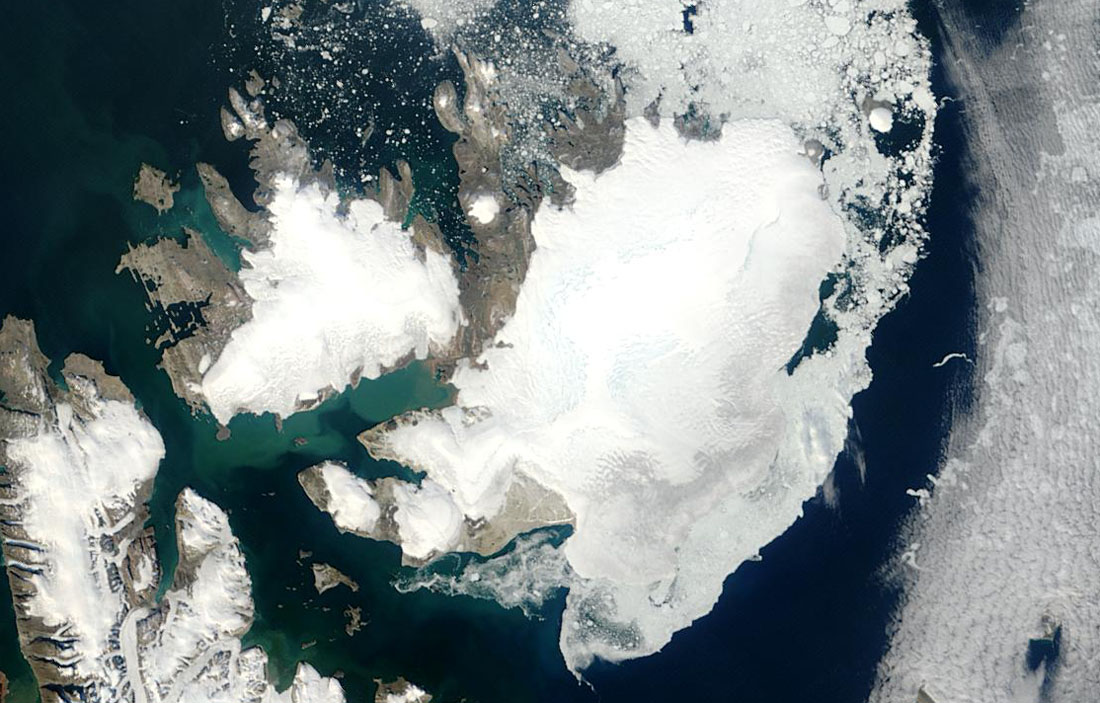
Satellietfoto van Nordaustlandet met de ijskoepel onderaan op de foto